# Marie Veit
Marie Veit (* 18. August 1921 in Marburg; † 14. Februar 2004 in Köln) war eine deutsche Theologin.

## Leben
Marie Veit, Tochter des Mediziners Otto Veit und von Frida Veit geb. Meinshausen, studierte in Marburg, Jena und Halle Evangelische Theologie und promovierte 1946 bei Rudolf Bultmann über Die Auffassung der Person Jesu im Urchristentum nach den neuesten Forschungen. Ab 1947 war sie Religionslehrerin am Hildegardis-Lyzeum für Mädchen (damals in der Lotharstraße, heute Hildegard-von-Bingen-Gymnasium in der Leybergstraße), einem Kölner Mädchengymnasium, wo unter anderem Dorothee Sölle zu ihren Schülerinnen gehörte.
Marie Veit war von 1961 bis 1972 im Kreissynodalvorstand des Kirchenkreises Köln-Nord und von 1964 bis 1972 im Presbyterium der Clarenbachgemeinde Köln-Braunsfeld aktiv. In dieser Gemeinde wurde sie als Predigthelferin ordiniert.
1972 wurde sie als Professorin für Religionsdidaktik an die Justus-Liebig-Universität Gießen berufen, wo sie bis zu ihrer Emeritierung 1989 lehrte. Am 9. April 2003 wurde sie von Bundespräsident Johannes Rau mit dem Bundesverdienstkreuz 1. Klasse des Verdienstordens der Bundesrepublik Deutschland ausgezeichnet. Vom Oberbürgermeister der Stadt Köln erhielt sie den Orden für verdiente Bürgerinnen und Bürger.
Marie Veit verstarb am 14. Februar 2004 im Clarenbachstift Köln-Braunsfeld. Am 8. März 2004 wurde sie im Familiengrab auf dem Kölner Melatenfriedhof beerdigt.

## Politisches Engagement
Geprägt durch die Bekennende Kirche, in der sich ihre Eltern engagiert hatten, vertrat Veit ein „nicht kirchliche[s], aber radikale[s] Christentum“. Sie engagierte sich in der Kirchlichen Bruderschaft im Rheinland, trat gegen die Wiederbewaffnung und die Gefahren eines Atomkrieges ein. 1968 war sie Mitinitiatorin des Politischen Nachtgebets in der Antoniterkirche (Köln), 1973 begründete sie die Christen für den Sozialismus in Deutschland mit. Aufgrund ihrer Vorträge, Gottesdienste und Diskussionsteilnahmen wurde sie mit einer alten Missionarin verglichen, die durchs Land zieht, mit sich selbst identisch und durch und durch glaubwürdig. Bei der Landtagswahl in Hessen 1983 kandidierte sie für die SPD-Abspaltung Demokratische Sozialisten im Wahlkreis Marburg-Biedenkopf II, in dem sie 0,2 % der Stimmen erhielt.
Von 1986 bis zu ihrem Tode war sie Mitherausgeberin der politisch-wissenschaftlichen Monatszeitschrift Blätter für deutsche und internationale Politik.

## Werke (Auswahl)
Schriftenverzeichnis zusammengestellt von Annebelle Pithan und Else Grell, durchgesehen und erweitert von Gottfried Orth (ca. 2021) pdf
- Die Auffassung von der Person Jesu im Urchristentum nach den neuesten Forschungen. Bauer, Marburg (Lahn) 1946.
- Glaubensbekenntnisse. Jugenddienst-Verlag, Wuppertal 1971.
- Stumme können selber reden. Jugenddienst-Verlag, Wuppertal 1978.
- Theologie muß von unten kommen. Hammer, Wuppertal 1991.
- Vom Charme Gottes reden. Höhn, Biberach an der Riß 2002.